# 漿水麵

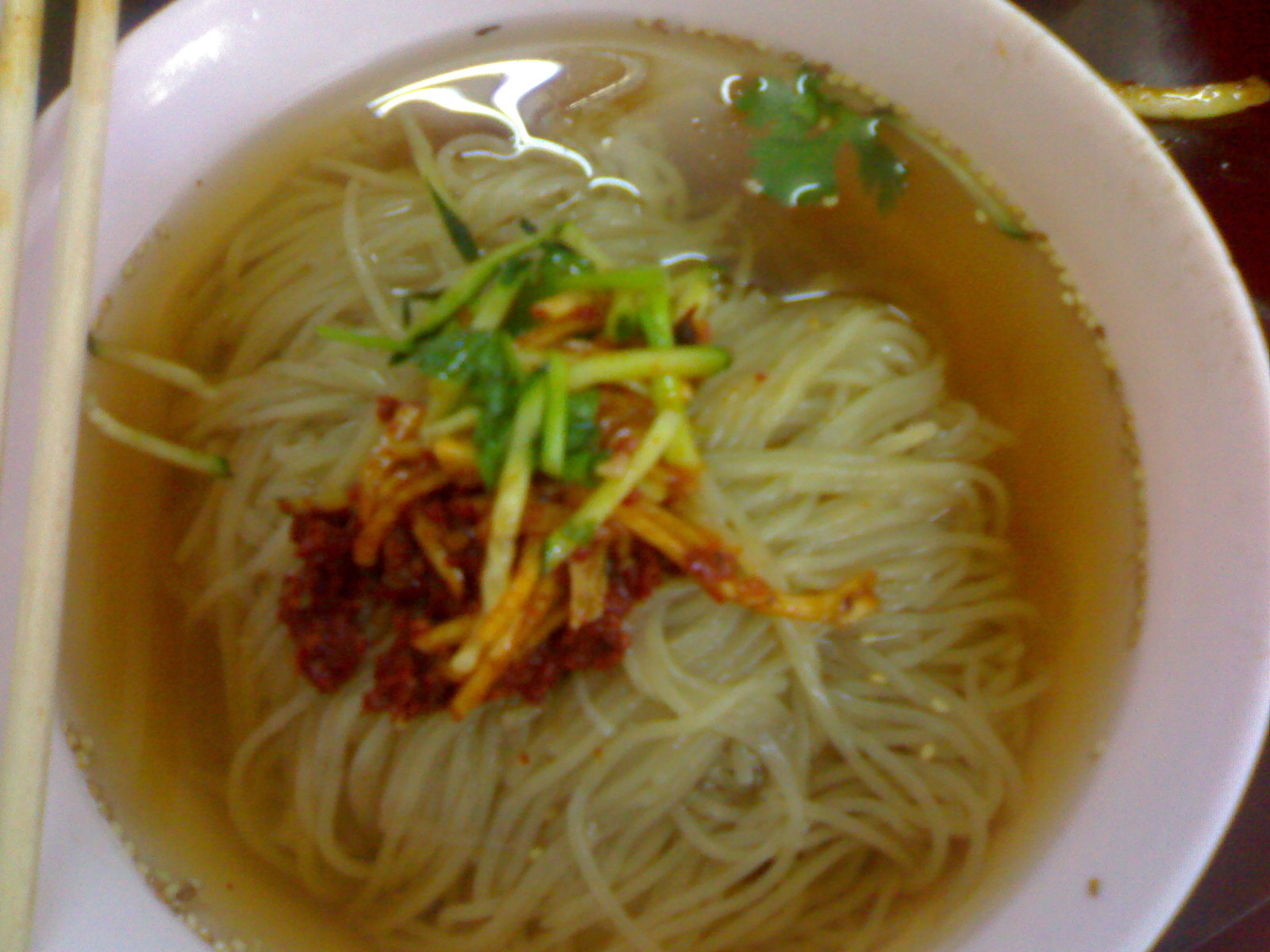

浆水麵，常见于甘肃省的兰州、天水等地及其周边区域。夏令主食，凉食，酸味，能解暑。于手擀面上浇浆水而成。浆水即芹菜、包心菜发酵后的餘水。手擀面旧日由老太太在炕头上擀製而成，今多以机製面代替，口感已异。食前，将热油淋在香菜上，一并倒入碗里与麵同吃。